# 約翰·多倫德

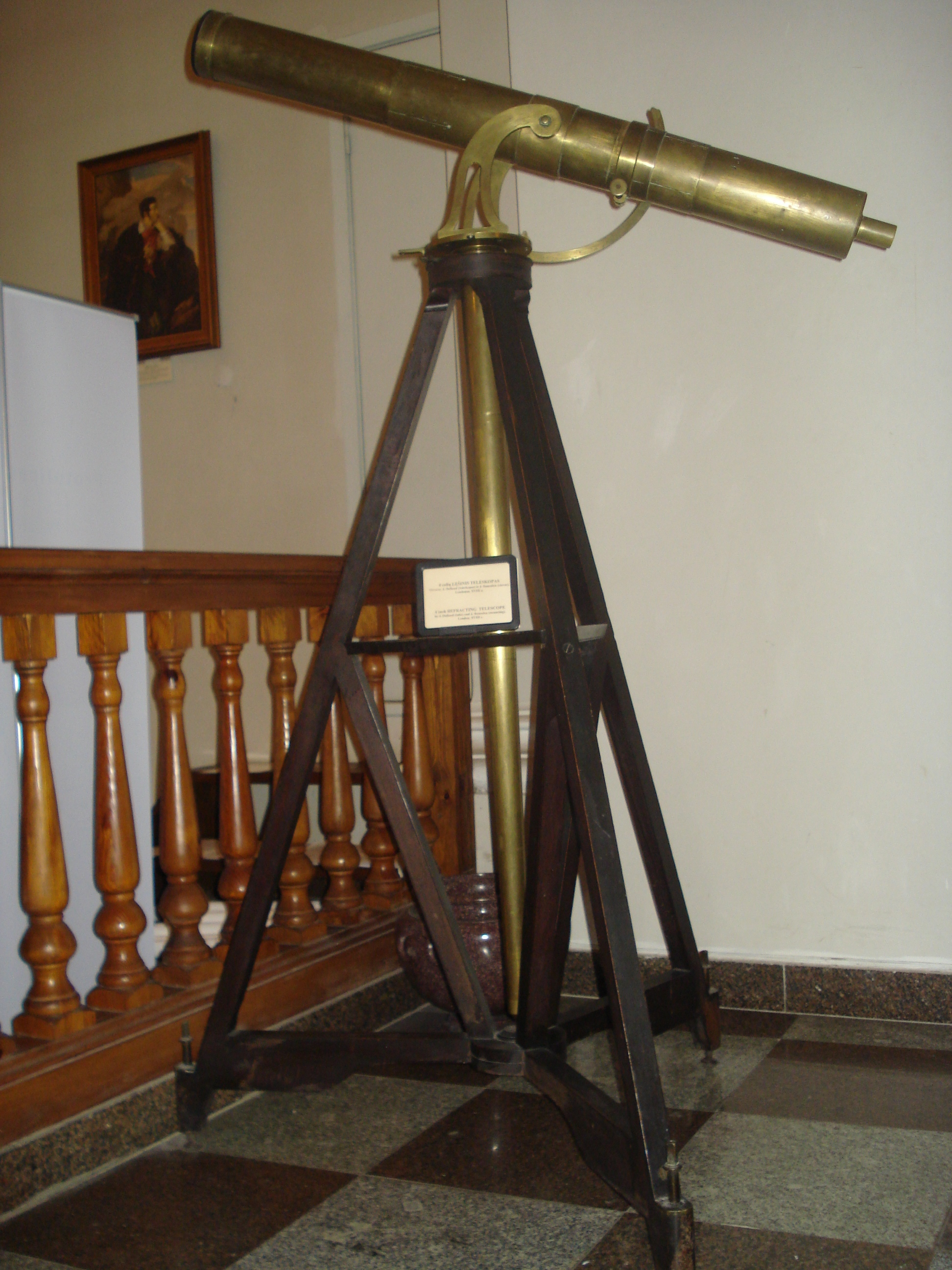
多倫德的天文望遠鏡（目前放置於維爾紐斯大學圖書館）

約翰·多倫德（英語：John Dollond，1706年6月20日—1761年11月30日），是一位英國光學專家、天文學家兼鏡片師。月球正面中央區的多倫德隕石坑以其為名。他發現可以利用冕牌玻璃和燧石玻璃組合為消色差透鏡，以消除成像的色差（即因光線顏色不同而無法聚焦，造成的影像失真）。1758年，他在《自然科学会报》發表〈記關於光的不同折射程度的若干實驗〉（Account of some experiments concerning the different refrangibility of light），描述了此發現背後的幾個實驗，獲皇家学会頒發科普利獎章。